# Franjo Thauszy
Franjo Baltazar Thauszy (Lipnik, 23. ožujka 1698. – Zagreb, 11. siječnja 1769.), je bio đakovačko-bosanski i zagrebački biskup te banski namjesnik.

## Životopis
Rođen je na posjedu Oberh pokraj Lipnika, 23. ožujka 1698. godine, u obitelji oca Volfganga, koji je obnašao dužnost podžupana Zagrebačke županije, i majka Barbare (rođ. Križanić), koja je bila sestra majke biskupa Josipa Antuna Ćolnića. Studirao je u Zagrebu i Beču gdje je bio pitomac hrvatskog kolegija (lat. Collegium Croaticum Viennense). U Beč u je završio tri godine filozofije i dvije godine teologije. Za svećenika je zaređen 4. travnja 1722., a zaredio ga je kardinal Leopold Kolonić u Beču. 28. travnja 1729. postaje zagrebački kanonik, a od 1730. postaje mitronosni prepošt u Develiću, a obnaša i službu goričkog i čazmanskog arhiđakona.
Carica Marija Terezija imenuje ga Đakovačko-bosanskim biskupom 6. kolovoza 1749. godine. Biskupsko posvećenje primio je od zagrebačkog biskupa Franje Klobusiczkog 12. travnja 1750. Suposvetitelji bili su mu senjski i pićanski biskup. U jesen 1754. godine u Požegi osniva sjemenište za odgoj klera, a kasnije je isposlovao na Bečkom dvoru da narede Isusovcima osnivanje visokog učilišta u Požegi. Premještajem biskupa Klobusiczkog za kaločkog nadbiskupa, preuzima njegovo mjesto i 30. srpnja 1751. godine postaje zagrebački biskup. Papa Benedikt XIV. potvrđuje njegovo imenovanje 24. siječnja 1752.
Hrvatski ban Franjo Nadasdy morao je poći u Sedmogodišnji rat (1756. – 1763.) i odvodi oko 40.000 vojnika iz Vojne krajine u rat. Carica Marija Terezija 1757. godine imenuje biskupa Franju Thauszyja banskim namjesnikom. Da bi potpomogao caricu u ratu skuplja sumu od 60.000 forinti od kojih je sam biskup darovao 10.000 forinti. Ustanovio je zakladu od 4.000 zlatnika za stolnu crkvu u Zagrebu. U riznici katedrale čuva se njegov prsten i prsni križ. Godine 1765. Bečki dvor ga odlikuje odličjem komendatora vitezova sv. Stjepana. Godine 1759. dao je novčana sredstva za izgradnju kapele sv. Franje Ksaverskoga u Vugrovcu. Dao je izgraditi i crkvu sv. Terezije Avilske koja je danas katedralna crkva Požeške biskupije. Odredio je i da zagrebački klerici više ne nose talare plave boje, a na sebe je preuzeo da svakom od njih kupi crni talar. Umire u Zagrebu 11. siječnja 1769. Pokopan je u zagrebačkoj katedrali.